# Monique Blin
Monique Thérèse Blin, née Marsaux, née le 28 décembre 1933 à Lizy-sur-Ourcq (Seine-et-Marne),, morte le 25 janvier 2022 à Paris 14e,, est la cofondatrice du festival des Francophonies en Limousin.
Elle s'engage dès les années 1960 pour un théâtre populaire décentralisé et ouvert au théâtre Nanterre-Amandiers, tout en s'attachant à promouvoir les écritures francophones des pays du Sud, de l'Asie et du Québec. Elle entre à l'étrier de dramaturges francophones grâce au concept de la Maison des auteurs qu'elle crée en 1988 pour accueillir des artistes en résidence.

## Biographie

### Formation théâtrale
Monique Blin découvre le monde du spectacle en accompagnant au Cirque d'Hiver son père, notaire des Bouglione. Elle étudie à l'Université du théâtre des Nations, s'engageant par la suite dans la promotion du théâtre décentralisé.

### Dans les années 1960: festival Nanterre-Amandiers
En 1965, elle participe à la fondation festival Nanterre-Amandiers aux côtés de Raoul Sangla, Patrice Chéreau et de Pierre Debauche. 
Elle est à l'époque secrétaire générale de la compagnie Pierre Debauche. Le théâtre Nanterre-Amandiers est un théâtre décentralisé et populaire d'avant-garde. Elle en devient la directrice de la programmation, place qu'elle occupe jusqu'en 1981.

### Dans les années 1980: festival des Francophonies à Limoges
En 1984, Pierre Debauche est nommé à la tête du Centre Dramatique National de Limoges et il lui demande de participer à la création du festival des Francophonies, qui devient rapidement le carrefour de la dramaturgie francophone, en assurant la promotion du théâtre d'expression francophone africain, québécois, libanais, asiatique et caribéen,. 
Monique Blin devient la directrice du festival des Francophonies en Limousin en 1984, poste qu'elle occupe durant seize années jusqu'en 1999,. Elle adjoint au festival la Maison des auteurs en 1988 pour accueillir en résidence des dramaturges francophones. Plus de 80 auteurs y sont accueillis sous sa direction, le festival devenant un lieu de promotion des auteurs et metteurs en scène en début de carrière,. De nombreux auteurs et autrices francophones présentent leurs œuvres en France grâce aux résidences d'artistes, comme par exemple Sony Labou Tansi, Xingjian Gao ou Wajdi Mouawad (directeur du Théâtre de la Colline). D'autres doivent leur reconnaissance au festival, comme Robert Lepage, Michel Marc Bouchard, Daniel Danis, Marcelle Dubois, Carole Fréchette, Philippe Ducros, Patrick Le Mauff, Gao Xingjian (prix Nobel de littérature en 2000), Emmanuel Genvrin, WereWere Liking et Souleymane Koly.

Elle découvre Sony Labou Tansi grâce à Guy Lenoir qui l'invite à venir voir la pièce La Peau Cassée à Mindouli au Congo,.
« Le metteur en scène Guy Lenoir m'avait invitée pour sa création de La Peau Cassée à Mindouli, petite ville de la République du Congo. Les conditions étaient difficiles. Le spectacle était donné dans une salle de classe surchargée. Je n'ai quasiment rien vu. Mais… j'ai entendu le texte. J'ai entendu une voix. J'ai entendu une force, une langue, une ferveur, une colère. » 
En 1986, le festival accueille la première représentation en France de Vinci de Robert Lepage. Émile Lansman éditeur qui lui doit beaucoup pour le développement de sa carrière indique : 
Je suis né à Limoges.
Elle recrute Patrick Le Mauff pour lui succéder à la tête du festival,. Bruno Tilliette souligne toutefois que le festival des Francophonies, malgré l'encouragement à la création pour les pays africains, a abouti de facto à une situation de sujétion implicite en éloignant les artistes de leur public d'origine.

### Les années 2000: promotion des écritures du Sud
Monique Blin quitte Limoges en 2000 tout en restant présidente de l'association Écritures vagabondes. Elle a pour ambition de promouvoir l'écriture francophone émergente dans les pays du Sud. 
En 2015, elle crée l'association Écritures en partage au Congo. 
La nouvelle de sa mort le lundi 25 janvier 2022 à Paris est annoncée par sa fille Véronique Saavedra. Ses obsèques ont lieu lundi 31 janvier à l’église Sainte-Rosalie, à Paris,,.

## Hommage et distinctions
Roselyne Bachelot-Narquin, ministre de la Culture en France, lui rend hommage après sa mort en janvier 2022.
- Officière de l'ordre national du Mérite
- Chevalière de l'ordre des Arts et des Lettres

Monique Blin est officière du Mérite, chevalière des Arts et Lettres et a obtenu la médaille Beaumarchais de la SACD. 

## Publications
- Monique Blin et Sylvie Chalaye, Théâtres contemporains du sud : 1990-2006, vol. 162, juin-août 2006, Culturesfrance, dl 2006 (ISBN 978-2-914043-80-9, OCLC 493879849)
- Association nationale pour la formation et l'information artistique et culturelle (France) et Monique Blin, Le banquet rêvé: [rencontre Limoges, 6 et 7 octobre 1990, Limoges, 1990 (OCLC 1103608038)